# Communauté rurale de Ndiob
La ancienne communauté rurale de Ndiob a été érigé en Commune par la communalisation intégrale. Elle est située à l'ouest du pays, au sud de Dakar.
Elle fait partie de l'arrondissement de Ndiob (depuis 2011, jusqu'en 2011 partie de l'arrondissement de Diakhao disparu), du département de Fatick et de la région de Fatick.
Elle est limitée par la :
- Communauté rurale de Ngohe et Communauté rurale de Tocky Gare (département de Diourbel) au nord ;
- Communauté rurale de Thiaré Ndialgui au sud ;
- Communauté rurale de Patar Sine à l'ouest ;
- Communauté rurale de Patar Lia (département de Gossas) à l'est.

Lors du PEPAM-recensement 2004, la CR comptait 14 317 personnes et 1 619 ménages.